# Aglaophenia pseudoplumosa
Aglaophenia pseudoplumosa är en nässeldjursart som beskrevs av Watson 1997    . Aglaophenia pseudoplumosa ingår i släktet Aglaophenia och familjen Aglaopheniidae. Inga underarter finns listade i Catalogue of Life.